# Marco Antonio de Dominis
Marco Antonio de Dominis (Rab, atualmente Croácia, 1560 – Roma, setembro de 1624) foi um jesuíta, bispo católico e cientista dálmata, que por um período de tempo deixou sua fé e foi considerado apóstata.

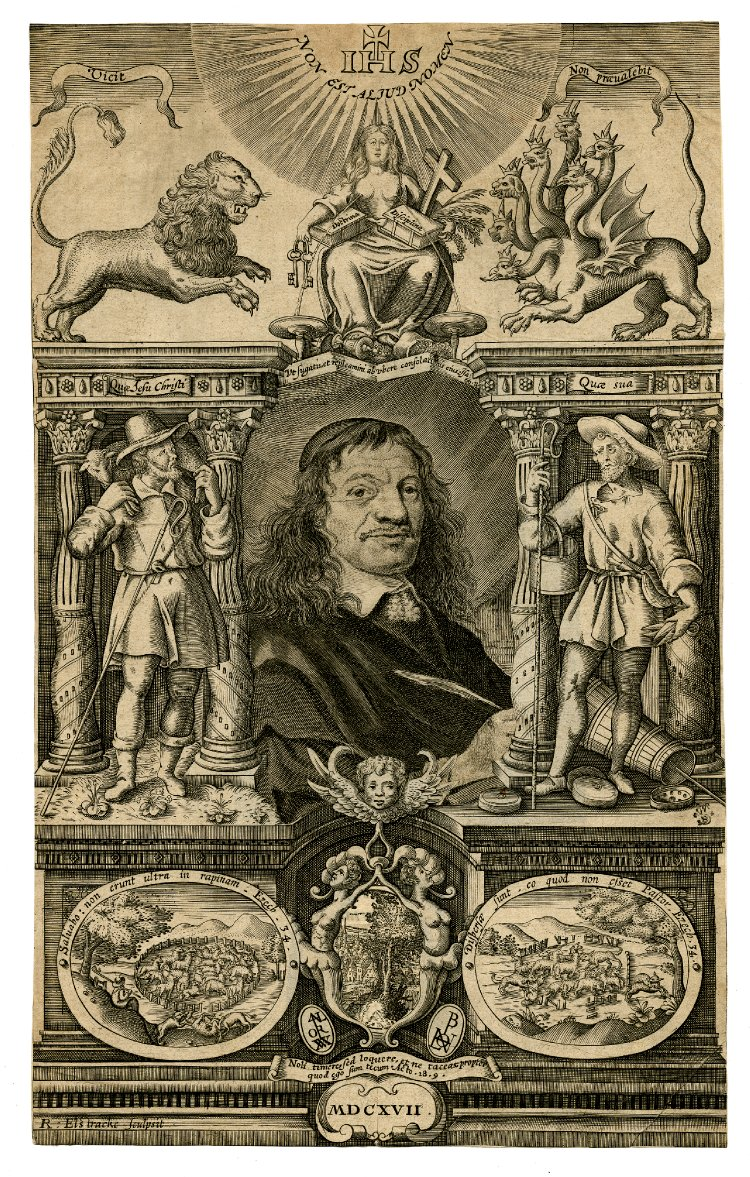
Capa calcográfica de Marco Antonio de Dominis, De Republica Ecclesiastica, Londres, G. Northon e John Bill, 1617. Gravura assinada "R. Elstracke sculpist". Museu Britânico.

Nascido em uma família de boa reputação, De Dominis formou-se na Companhia de Jesus e lecionou matemática, retórica e filosofia nas cidades de Bréscia e Pádua, até ser nomeado arcebispo de Split. Mais tarde mudou-se para Veneza, após o conflito entre esta cidade e o Papa Paulo V. Lá, entrou em contato com os agentes da embaixada da Inglaterra, que lhe permitiram se mudar para este país. Lá, sob a proteção do monarca inglês Jaime VI da Escócia e I de Inglaterra, renunciou ao catolicismo e tornou-se Deão de Windsor.
Escreveu De republica ecclesiastica, onde atacou as teses defendidas pelo papado, e publicou Istoria del concilio tridentino de Paolo Sarpi. Nessa época, De Dominis tornou-se um defensor da reunificação cristã com base em princípios elementares. Em 1622 retornou a Roma, onde renunciou às suas teses anteriores e aceitou a ortodoxia católica. Isso permitiu sua reintegração como arcebispo de Split, mas logo depois foi denunciado por defender posições heterodoxas nos concílios, o que levou à sua prisão no Castel Sant'Angelo, onde morreu em setembro de 1624. Foi condenado post mortem alguns meses depois pela Inquisição. Seu corpo foi desenterrado e queimado no Campo de' Fiori em Roma, junto com seus escritos, em 21 de dezembro de 1624.